# فربنک
فربنک (به انگلیسی: Firbank) یک محله مدنی و روستا در بریتانیا است که در South Lakeland واقع شده‌است. فربنک ۹۷ نفر جمعیت دارد.